# Émetteur du mont Saint-Clair

L'émetteur du mont Saint-Clair, situé à Sète (à 1 km à l'ouest du centre-ville) dans l'Hérault, en région Occitanie (anciennement Languedoc-Roussillon), est un site de diffusion pour la radio FM, la téléphonie mobile, la radiomessagerie, la communication EDF et des faisceaux hertziens.
Il s'agit d'un pylône de 42 mètres de haut appartenant à TDF.

## Radio FM
Le pylône TDF du Mont Saint-Clair possède 18 émetteurs FM pour couvrir Sète :
| Fréquence | Station                | Catégorie | Puissance | Code RDS (PS) | Diffuseur      |
| --------- | ---------------------- | --------- | --------- | ------------- | -------------- |
| 87.7      | Europe 1               | E         | 500 W     | EUROPE_1      | TDF            |
| 89.9      | Rire & Chansons        | D         | 200 W     | _RIRE_&_      | Towercast      |
| 91.8      | Fun Radio Méditerranée | C         | 500 W     | __F_U_N_      | TDF            |
| 93.9      | Divergence FM          | A         | 500 W     | DIVERGEN      | Auto-diffusion |
| 94.5      | MFM Radio              | D         | 500 W     | MFMRADIO      | Towercast      |
| 95.4      | Radio Lenga d'Oc       | A         | 500 W     | LENGADOC      | TDF            |
| 96.9      | Chérie FM Montpellier  | C         | 200 W     | CHERIEFM      | Towercast      |
| 99.3      | RFM Méditerranée       | C         | 100 W     | __RFM___      | TDF            |
| 100.2     | Skyrock                | D         | 100 W     | SKYROCK_      | TDF            |
| 102.0     | France Bleu Hérault    | Publique  | 200 W     | BLEU.HER      | TDF            |
| 103.0     | Radio One              | B         | 100 W     | __ONE___      | TDF            |
| 103.9     | Nostalgie              | D         | 150 W     | NOSTALGI      | Towercast      |
| 104.5     | RMC                    | E         | 500 W     | _RMC____      | TDF            |
| 104.9     | Sud Radio              | E         | 500 W     | SUDRADIO      | TDF            |
| 105.4     | France Info            | Publique  | 200 W     | __INFO__      | TDF            |
| 106.1     | NRJ Montpellier        | C         | 200 W     | __NRJ___      | Towercast      |
| 106.9     | RTL                    | E         | 500 W     | __RTL___      | TDF            |
| 107.3     | Radio Classique        | D         | 500 W     | CLASSIQ_      | TDF            |

### Source
- Les radios de Sète sur annuaireradio.fr (consulté le 21 mai 2017).

## Téléphonie mobile
| Opérateur        | 2G  | 3G  | 4G  | FH  |
| ---------------- | --- | --- | --- | --- |
| Orange           | Oui | Oui | Oui | Non |
| SFR              | Oui | Oui | Oui | Oui |
| Bouygues Telecom | Oui | Oui | Oui | Oui |
| Free             | Non | Oui | Oui | Oui |

### Source
- Situation géographique du site sur cartoradio.fr (consulté le 21 mai 2017).

## Autres transmissions
- E*Message (radiomessagerie) : RMU-POCSAG
- EDF : COM TER
- PMR
- Talco Languedoc[4] : Faisceau hertzien
- TDF : Faisceau hertzien
- Towercast : Faisceau hertzien

## Autres pylônes
Il existe aussi 2 autres émetteurs FM à proximité du pylône de TDF diffusant chacun 1 radio en auto-diffusion :
Mat en béton de 14 mètres de haut
| Fréquence | Station | Catégorie | Puissance | Code RDS (PS) |
| --------- | ------- | --------- | --------- | ------------- |
| 106.5     | RTS FM  | B         | 500 W     | _RTS_FM_      |

Immeuble près de Notre-Dame de la Salette
| Fréquence | Station               | Catégorie | Puissance | Code RDS (PS) |
| --------- | --------------------- | --------- | --------- | ------------- |
| 98.5      | RCF Maguelone Hérault | A         | 500 W     | __RCF___      |

## Photos
Sur annuaireradio.fr :
- Pylône TDF
- Mât en béton pour RTS FM

Consultés le 21 mai 2017.